# Rocester
Rocester is een civil parish in het bestuurlijke gebied East Staffordshire, in het Engelse graafschap Staffordshire.

## Geboren in Rocester
- Graeme Edge (1941-2021), drummer (The Moody Blues)